# Семь деяний милосердия
Семь деяний милосердия — картина итальянского художника Караваджо, написанная им в 1606—1607 годах по заказу церкви Пио-Монте-делла-Мизерикордия в Неаполе, где она находится и в настоящее время.

## Сюжет
Семь деяний милосердия — христианская традиция, восходящая к Библии. В Евангелии от Матфея, Глава 25, говорится:

34 Тогда скажет Царь тем, которые по правую сторону Его: приидите, благословенные Отца Моего, наследуйте Царство, уготованное вам от создания мира:
35 ибо алкал Я, и вы дали Мне есть; жаждал, и вы напоили Меня; был странником, и вы приняли Меня;
36 был наг, и вы одели Меня; был болен, и вы посетили Меня; в темнице был, и вы пришли ко Мне.
37 Тогда праведники скажут Ему в ответ: Господи! когда мы видели Тебя алчущим, и накормили? или жаждущим, и напоили?
38 когда мы видели Тебя странником, и приняли? или нагим, и одели?
39 когда мы видели Тебя больным, или в темнице, и пришли к Тебе?
40 И Царь скажет им в ответ: истинно говорю вам: так как вы сделали это одному из сих братьев Моих меньших, то сделали Мне.
— Мф. 25:34-40
В соответствии с Евангелием католическая церковь перечисляет шесть деяний милосердия:
1. Накормить голодного.
2. Напоить жаждущего.
3. Дать приют страннику.
4. Одеть нагого.
5. Посетить больного.
6. Посетить заключённого в темницу.

К ним добавляется из Ветхого Завета
7. Похоронить мёртвого.

## Описание
Обычно все деяния изображались на отдельных картинах, но Караваджо создал сложную композицию, разместив все деяния на одной картине. Справа нарисована сцена, в которой, испуганно оглядываясь, женщина кормит грудью заключённого в темницу (1-е и 6-е деяния). Сюжет напоминает Caritas Romana. Позднее этот сюжет повторит Рубенс в «Отцелюбии римлянки».
Рядом написана сцена, в которой два могильщика выносят вперёд ногами мертвеца, освещая дорогу факелом (7-е деяние).
Сцена левее показывает, как юноша разрезает шпагой свой плащ надвое, чтобы отдать его двум нищим, причём один из них наг, а другой болен, видны костыли (4-е и 5-е деяния).
У левого края хозяин гостиницы приглашает к себе странника (3-е деяние). За ними библейский Самсон утоляет жажду из ослиной челюсти (2-е деяние).
Сверху Богоматерь с Младенцем и два ангела наблюдают за происходящими событиями.

## Судьба картины
«Работа произвела сильное впечатление на заказчиков, и они поклялись, что впредь это творение ни за какие деньги не должно покидать главный алтарь церкви Пио Монте делла Мизерикордия. Ими был также наложен строгий запрет на его копирование.
Принятые меры не были случайны. Картина вызвала такой интерес, что один из влиятельных испанских грандов, близкий ко двору граф Хуан де Тасис Вилламедьяна, загорелся желанием приобрести творение Караваджо за две тысячи скудо или, если хозяева заартачатся, хотя бы снять с него копию. Местный живописец Баттистелло уже дал согласие выполнить просьбу испанца, который был без ума от римских работ Караваджо и готов был пойти на всё, лишь бы стать обладателем хотя бы копии шедевра. Однако молодые хозяева картины, пользовавшейся неимоверным успехом у неаполитанцев, не поддались соблазну и не пошли на уступки. Движимые патриотическими чувствами, они отвергли все притязания не в меру настойчивого богатого чужестранца. Принятое ими в 1607 году решение свято соблюдается до сих пор, несмотря на все последующие перипетии, связанные с остракизмом Караваджо. Рядом с картиной под стеклом выставлен как ценная реликвия договор с художником на её написание с указанием суммы выплаченного гонорара — четыреста семьдесят золотых скудо. Полотно никогда не покидало своё место у главного алтаря, даже когда в Риме по команде сверху многие работы Караваджо выносились из церквей и прятались в подвалах и на чердаках».
Маркиз де Сад, увидевший полотно в 1776 году, писал, что «картина настолько почернела, что, по правде говоря, её невозможно разглядеть как следует».
Искусствовед Бернард Беренсон отозвался о работе как о «гротескной и сумбурной».